# Foresta pietrificata di Khorixas

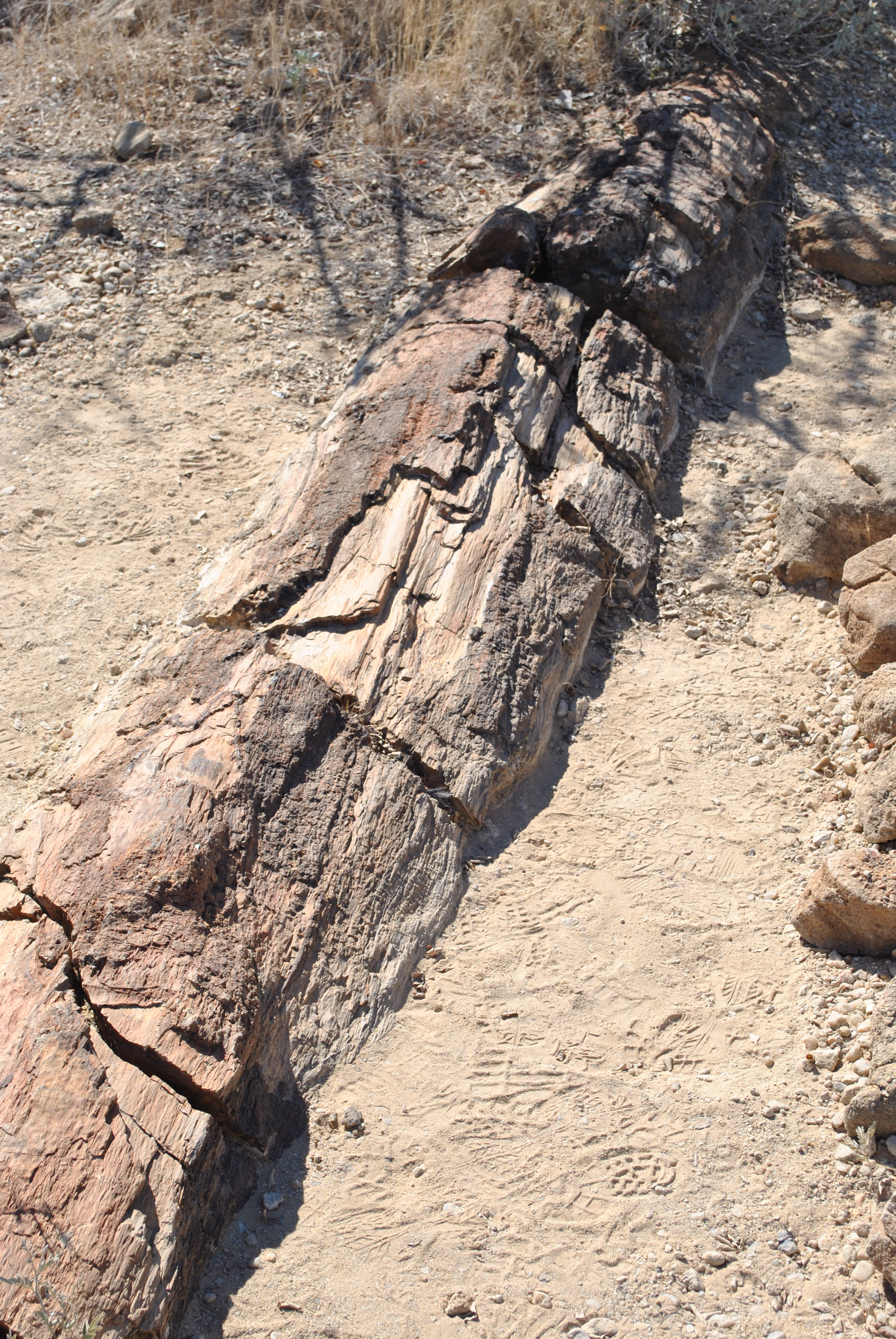
Foresta pietrificata

La foresta pietrificata, situata circa 45 km a ovest di Khorixas, in Namibia, è il più grande accumulo di tronchi fossili dell'Africa meridionale. I tronchi sono in un ottimo stato di conservazione e sono stati dichiarati monumento nazionale.

## Storia geologica
I tronchi si rinvengono entro un livello posto alla base del Gruppo di Ecca, di età permiana (circa 280 Ma) e parte della Sequenza Karoo, e sono stati deposti in un antico canale fluviale. Il sedimento che li contiene è costituito da sabbie marroni a laminazione incrociata.
Le recenti fasi di erosione hanno portato alla luce molti elementi fossilizzati, con dimensioni variabili dal singolo frammento all'intero tronco. I più grandi hanno diametri fino a 1.2 m e, almeno due alberi, lunghezze fino a 45 m. Nonostante in realtà i tronchi siano rotti in vari pezzi, questi sono rimasti pressoché in posto e nella giusta posizione.
La presenza di centinaia di tronchi, più o meno esposti, perfettamente fossilizzati e per lo più completi, sta ad indicare che siano stati trasportati, deposti in sito e rapidamente coperti di sedimenti nel corso di un grande evento di piena. 
I fossili appartengono a sette differenti tipi di piante del tipo Dadoxylon arberi Seward, una conifera appartenente all'ordine Cordaitales, ora estinto, della classe delle Gymnospermae. Il legno ha subito quasi per intero un processo di silicizzazione. Solo alcune parti sono state riempite da calcite. I colori variano dal marrone con striature biancastre a rosso con striature chiare. 
La presenza di evidenti anelli di crescita nelle sezioni dei tronchi sta ad indicare il tipo di ambiente di crescita delle piante stesse, caratterizzato da un clima stagionale con marcate variazioni di piovosità.